# Zhaile
Zhaile (kinesiska: 寨乐, 寨乐乡) är en socken i Kina. Den ligger i provinsen Guizhou, i den sydvästra delen av landet, omkring 130 kilometer väster om provinshuvudstaden Guiyang. Antalet invånare är 28463. Befolkningen består av 14 036 kvinnor och 14 427 män. Barn under 15 år utgör 36 %, vuxna 15-64 år 56 %, och äldre över 65 år 7,0 %.